# 追分羊かん
株式会社追分羊羹（おいわけようかん）とは、静岡県静岡市清水区追分に本店がある和菓子店。追分羊かんとは、そこで販売されている蒸し羊羹の商品名である。

## 概要
蒸し羊羹「追分羊かん」を名物とする和菓子店。抗菌作用が高い竹の皮に包まれて販売されている。
1695年（元禄8年）創業。江戸幕府3代将軍徳川家光の時代、箱根山中で倒れた明の僧を介抱した初代が羊羹の製法を教わったことが起源とされる。「追分羊かん」の名前は、東海道と清水港への道の分岐点（追分）に店を構えたことに因む。その立地条件から東海道江尻宿を利用する旅人や参勤交代の大名にも人気となり、徳川慶喜や清水次郎長にも好まれた。
清水出身のさくらももこは幼い頃から追分羊かんを好んだとされており、漫画「ちびまる子ちゃん」単行本4巻の表紙に店舗が描かれ、単行本中のおまけページに掲載された小学1年生当時の日記に追分羊かんの名前が登場している。そういった縁から、追分羊かんにはちびまる子ちゃんランドとコラボした「まる子」が描かれたパッケージも存在している。

## 日本遺産
2020年（令和2年）6月19日、「江尻宿名物追分羊羹」として文化庁の文化財保護制度「日本遺産」のストーリー『日本初「旅ブーム」を起こした弥次さん喜多さん、駿州の旅～滑稽本と浮世絵が描く東海道旅のガイドブック（道中記）～』の構成文化財の1つに認定された。

## 商品
- 追分羊かん
- きざみ栗羊かん
- つぶ栗羊かん
- 背負い富士
- 手焼きどら焼き

## 店舗
- 本店（静岡県静岡市清水区）
- 大曲店（静岡県静岡市清水区）